# Junji Nishikawa
Junji Nishikawa (Japó, 29 de juny de 1907), és un exfutbolista japonès.

## Selecció japonesa
Junji Nishikawa va disputar 2 partits amb la selecció japonesa.